# Richard Matienzo
Richard Matienzo (L'Avana, 10 gennaio 1969) è un ex cestista cubano con cittadinanza uruguaiana.

## Carriera
Con Cuba ha disputato i Campionati americani del 1993 e i Campionati mondiali del 1994.